# Epitranus punctatus
Epitranus punctatus är en stekelart som beskrevs av T.C. Narendran 1989. Epitranus punctatus ingår i släktet Epitranus och familjen bredlårsteklar. Inga underarter finns listade i Catalogue of Life.